# SUMMER TIME (NEWSの曲)
「SUMMER TIME 」（サマー タイム）は、日本の男性アイドルグループNEWSの9枚目のシングル。

## 概要
前作「太陽のナミダ」から約2ヶ月ほどでの発売であり、zoppによる作詞作品はシングル「weeeek」のカップリング曲以来である。また、通常盤に収録の「Baby! Be My Baby!」はzopp主催「zoppの作詞クラブ」第1期卒業生のRYOKaの作詞によるものである。
PVは飛び出す絵本のようになっていて、手越が小島よしおのネタ「ラスタラスタピ〜ヤ〜」をやっている。
本作のPVでも山下が紙コップを使っている。「星をめざして」から「weeeek」、「太陽のナミダ」、「SUMMER TIME」で4連続で紙コップを使用した。
小山はPV撮影の時に高所から落下。腰から落ちそうになりとっさに手首でカバーしたため、手首を骨折したというエピソードがある。

## チャート成績
発売初週に20.1万枚を売り上げ、2008年5/19付週間シングルランキングで1位を獲得した。2004年5月のデビューシングル「希望〜Yell〜」から9作連続で1位を獲得し、光GENJIが持つ8作連続を抜いて「デビューシングルからの連続1位記録」の歴代単独2位となった。また、4作連続で初動売上が20万枚を超えた。

## 収録曲

### 初回生産限定盤
1. SUMMER TIME
作詞：zopp、作曲：Red-T、編曲：NAOKI-T、Rap詞：LOWARTH
  - クリムゾン『RUSS-K』CMソング
2. EASY COME, EASY GO
作詞：zopp、作曲：福士健太郎、編曲：鈴木雅也
  - TBS系『明日使える心理学!テッパンノート』テーマソング
3. Liar
作詞：AZUKI、作曲：Carl Falk, Kristian Ludin, Jake Schulz, Savan Kotecha、編曲：ha-j, 佐々木裕、Rap詞：LOWARTH
4. SUMMER TIME（オリジナル・カラオケ）

### 通常盤
1. SUMMER TIME
2. EASY COME, EASY GO
3. Baby! Be My Baby!
作詞：RYOKa、作曲・編曲：Shusui, Mattias Håkansson, Stefan Åberg, Vincent Degiorgio

## 映像作品
SUMMER TIME
- NEWS LIVE DIAMOND
- LIVE（初回盤）
- NEWS DOME PARTY 2010 LIVE! LIVE! LIVE! DVD!
- NEWS LIVE TOUR 2012 〜美しい恋にするよ〜
  - 4人体制 初披露
- NEWS 10th Anniversary in Tokyo Dome
- NEWS 15th Anniversary LIVE 2018 "Strawberry"
- NEWS LIVE TOUR 2022 音楽
  - 3人体制 初披露
- NEWS 20th Anniversary LIVE 2023 in TOKYO DOME BEST HIT PARADE!!! 〜シングル全部やっちゃいます〜

EASY COME, EASY GO
- NEWS LIVE DIAMOND

Liar
- NEWS 10th Anniversary in Tokyo Dome